# (33035) Pareschi
(33035) Pareschi  es un asteroide perteneciente al cinturón de asteroides, descubierto el 27 de septiembre de 1997 por Marco Cavagna y Augusto Testa desde el Observatorio Astronómico Sormano, en Italia.

## Designación y nombre
Pareschi se designó inicialmente como 1997 SZ9.
Más adelante fue nombrado en honor al astrónomo italiano Giovanni Pareschi (n. 1966), director del Observatorio de Brera (Milán).

## Características orbitales
Pareschi orbita a una distancia media del Sol de 2,2947 ua, pudiendo acercarse hasta 1,9629 ua y alejarse hasta 2,6266 ua. Tiene una excentricidad de 0,1446 y una inclinación orbital de 6,1943° grados. Emplea en completar una órbita alrededor del Sol 1269 días.

## Características físicas
Su magnitud absoluta es 15,3.